# Jason Cummings
Jason Steven Cummings (Edimburgo, 1 de agosto de 1995) é um futebolista escocês-australiano que atua como atacante. Atualmente joga pelo Central Coast Mariners. Nascido na Escócia, representa a seleção australiana, depois de ter representado a Escócia nas categorias de base e principal.

## Carreira no clube

### Hibernian
Cummings cresceu como fã do Hearts e frequentou a Tynecastle High School. Ele jogou pelo time local Hutchison Vale e depois se juntou as categorias de base do Hearts. Depois de lutar contra lesões, Cummings foi dispensado pelo Hearts em 2012. Depois de uma temporada impressionante com Hutchison Vale, ele foi contratado pelo Hibernian no verão de 2013. Cummings fez sua estreia como profissional pelo Hibernian em uma partida da Scottish Premiership contra o Inverness Caledonian Thistle em novembro de 2013. Cummings marcou seus primeiros gols na carreira em 21 de maio de 2014, marcando duas vezes na vitória do Hibernian por 2 a 0 sobre o Hamilton Academical na partida de ida do play-off de promoção/rebaixamento. O Hibernian perdeu a partida de volta por 2 a 0 e Cummings errou o chute decisivo na disputa de pênaltis, que resultou no rebaixamento do Hibernian para a segunda divisão Escocesa.
Cummings ganhou o prêmio de Jovem Jogador do Mês em setembro de 2014, depois que seus dois gols ajudaram o Hibernian a vencer o Rangers em Glasgow. Em 16 de fevereiro de 2016, Cummings se tornou o primeiro jogador do Hibernian a marcar em quatro derbies consecutivos por 42 anos, depois de marcar o gol da vitória contra o Hearts em um replay da 4ª rodada da Copa da Escócia. Em 16 de abril de 2016, Cummings errou um pênalti com uma tentativa de cavadinha na semifinal da Copa da Escócia contra o Dundee United, que terminou sem gols, embora mais tarde ele tenha marcado o chute da vitória na disputa de pênaltis. Ele então jogou os primeiros 65 minutos da final, dando o passe para o gol de Anthony Stokes na vitória do Hibernian por 3–2 contra o Rangers.

### Nottingham Forest
Cummings assinou um contrato de três anos com o Nottingham Forest em 17 de junho de 2017. Ele marcou seu primeiro gol pelo Forest em sua estreia na vitória por 2 a 1 na EFL Cup contra o Shrewsbury Town em 8 de agosto de 2017.

#### Rangers (empréstimo)
Cummings foi emprestado ao Rangers, em janeiro de 2018, pelo resto da temporada, com o Rangers tendo a opção de tornar a transferência permanente. Ele fez sua estreia competitiva pelo clube em 24 de janeiro, na vitória por 2 a 0 sobre o Aberdeen. Ele marcou seu primeiro gol pelo Rangers quatro dias depois, em uma vitória por 2–1 contra o Ross County. Em 4 de março, Cummings marcou um hat-trick para o Rangers nas quartas de final da Copa da Escócia contra o Falkirk.

#### Peterborough United e Luton Town (empréstimo)
Em 13 de julho de 2018, Cummings foi emprestado por uma temporada ao Peterborough United da EFL League One. Após marcar seis gols em seus primeiros cinco jogos no campeonato, Cummings teve seu empréstimo rescindido  em 30 de janeiro de 2019, após uma sequência de má apresentações com a equipe.
No final daquele mês, Cummings foi emprestado ao líder da League One, Luton Town. Ele marcou seu primeiro gol pelo Luton em 6 de abril de 2019, entrando como substituto contra o Blackpool, marcando o empate aos 86 minutos com o jogo terminando em 2–2.

### Shrewsbury Town
Em 2 de setembro de 2019, foi anunciado que Cummings havia assinado pelo Shrewsbury Town da League One. Ele fez sua estreia pelo clube em 14 de setembro, entrando como substituto aos 68 minutos contra o AFC Wimbledon, e cinco minutos depois, ele marcou o gol de empate em 1–1. Cummings marcou em vitórias contra Southend United e Sunderland, mas pequenas lesões e doenças no natal de 2019 significaram que ele foi amplamente usado como substituto em janeiro de 2020. Em 26 de janeiro de 2020, Cummings saiu do banco para marcar duas vezes no empate de 2–2 contra o Liverpool na quarta rodada da FA Cup.

### Dundee
Em 28 de janeiro de 2021, Cummings voltou à Escócia para assinar com Dundee, em um acordo até o verão de 2022. Apesar de ingressar apenas em janeiro, Cummings terminaria a temporada como artilheiro da liga de Dundee e desempenhou um papel importante em ajudar o clube a vencer os play-offs da Premiership e ser promovido à Premiership.

### Central Coast Mariners
Cummings assinou um contrato de 18 meses com o Central Coast Mariners em janeiro de 2022. Ele marcou em sua estreia na A-League contra o Sydney FC em 30 de janeiro de 2022.

## Carreira internacional

### Escócia
Cummings jogou pelas seleções sub-19 e sub-21 da Escócia. Foi convocado pela primeira vez para a seleção principal da Escócia em novembro de 2017, e fez sua primeira aparição internacional completa em um amistoso contra a Holanda.

### Austrália
Cummings é descendente de australianos por meio de sua mãe Tracey, que nasceu em Perth, e tem dupla cidadania do Reino Unido e da Austrália. Em julho de 2019, o técnico da Austrália, Graham Arnold, disse que queria que Cummings jogasse pelos Socceroos, o que ainda era possível, pois ele havia disputado apenas dois amistosos pela Escócia.
Em setembro de 2022, Cummings foi selecionado para a seleção australiana para jogar dois amistosos contra a Nova Zelândia. Ele fez sua estreia e marcou um pênalti como reserva no segundo tempo da segunda partida, em Auckland. Em novembro de 2022, ele foi convocado para a seleção australiana para a Copa do Mundo FIFA de 2022. Cummings fez sua estreia na Copa do Mundo na partida de estreia da Austrália contra a França, entrando como reserva aos 56 minutos.
| Nº | Data                   | Local                              | Adversário    | Placar | Resultado | Competição |
| -- | ---------------------- | ---------------------------------- | ------------- | ------ | --------- | ---------- |
| 1  | 25 de setembro de 2022 | Eden Park, Auckland, Nova Zelândia | Nova Zelândia | 2–0    | 2–0       | Amistoso   |

## Títulos
Hibernian
- Copa da Escócia: 2015–16[45]
- Scottish Championship: 2016–17[46]

Luton Town
- EFL League One: 2018–19[47]